# Parafia św. Antoniego w Wałczu
Parafia pw. św. Antoniego w Wałczu – parafia rzymskokatolicka należąca do dekanatu Wałcz, diecezji koszalińsko-kołobrzeskiej, metropolii szczecińsko-kamieńskiej. Została utworzona 9 września 1949 roku. Obsługiwana przez Zakon Braci Mniejszych Kapucynów. Siedziba parafii mieści się w mieście Wałcz przy ulicy Orlej.

## Kościół parafialny
Kościół parafialny został zbudowany jako protestancki w latach 1902–1907 w stylu neogotyckim, konsekrowany 16 czerwca 1946 roku. 